# Klášter svatého Benedikta (Adisham)
Klášter svatého Benedikta je mužský benediktinský silvestrinský klášter v Adishamu (Haputale) na Srí Lance.

## Historie
Jedná se o bývalou rezidenci britského plantážníka Sira Thomase Listera Villierse. Původní celková rozloha čítá 10 akrů. Příprava stavby byla zahájena roku 1929. Sídlo bylo navrženo architekty R. Boothem a F. Websterem, a to v tudorovském stylu. Inspirací jim byl Leeds Castle. Stavba byla dokončena roku 1931.
Sídlo nebylo moc dlouho obývané. Sir Villiers roku 1948 odešel z funkce předsedy George Steuart Group a o rok později opustil zemi. Roku 1951 sídlo s dalšími statky prodal Charlesovi Wijewardanemu. Roku 1957 se jej další majitel pokoušel prodat, avšak později bylo zastaveno bankou. 
Roku 1961 došlo k odkoupení silvestrinskou benediktinskou kongregací. Dne 8. prosince 1962 byl vysvěcen nový klášter a noviciát. Prvním představeným domu se stal otec Lawrence Hyde.